# Synkopa (fonetyka)
Synkopa (gr. συγκοπή synkopḗ „obcięcie”, od συγκόπτω synkóptō „przycinać”) – zjawisko fonetyczne polegające na zaniku śródgłosowej nieakcentowanej samogłoski lub całej sylaby z wyrazu, co pociąga za sobą jego skrócenie. Jest to charakterystyczny proces w niestarannej, szybkiej wymowie, np. impra → impreza.
Do wyrazów synkopowanych należą: wogle (pot. forma w ogóle) czy orginalny (oryginalny). Synkopa może również zachodzić przy zapożyczaniu wyrazów: łac. limpĭdus →   hiszp.  limpio (czysty).